# Наяда морская
Ная́да морска́я (лат. Nájas marína) — однолетнее водное растение, вид рода Наяда.

## Ботаническое описание
Растение с тонким очень ломким ветвистым стеблем 15—70 см длиной и до 1,5 мм толщиной.
Листья линейно-продолговатые или линейные, сидячие, прямые, 1—5 см длиной и до 2 мм шириной, в мутовках по три, стебель и средняя жилка листа снизу обычно с шипиками.
Растение однодомное. В европейской части России цветёт в июле—августе.
Плоды 4—6,5 мм длиной и около 2—3 мм шириной. В европейской части России плодоносит в августе—сентябре.
Число хромосом 2n = 12

## Распространение и экология
Ареал — зона умеренного климата Евразии, Южной и Северной Америки. Вид встречается также в Африке.
В европейской части России распространён в южной половине европейской части, главным образом в бассейнах Волги, Дона и Оки, местами обильно, а в азиатской — на юге Западной Сибири.
Растёт в пресных и слабосолоноватых водоёмах. Размножается и распространяется семенами.